# Église Saint-Martin de Vandières
L’église  Saint-Martin de Vandières est une église catholique paroissiale située à Vandières, dans la Marne. Elle est classée au titre des monuments historiques depuis 1921

## Description
Bâtie sur un plan de  croix latine, elle possède un porche type champenois et son chevet est plat. Elle a une nef au plafond plat et en bois, elle n'a qu'un collatéral, celui du sud. Le clocher est sur la croisée de transepts. La nef a quatre arcades avec des piliers rectangualaires.

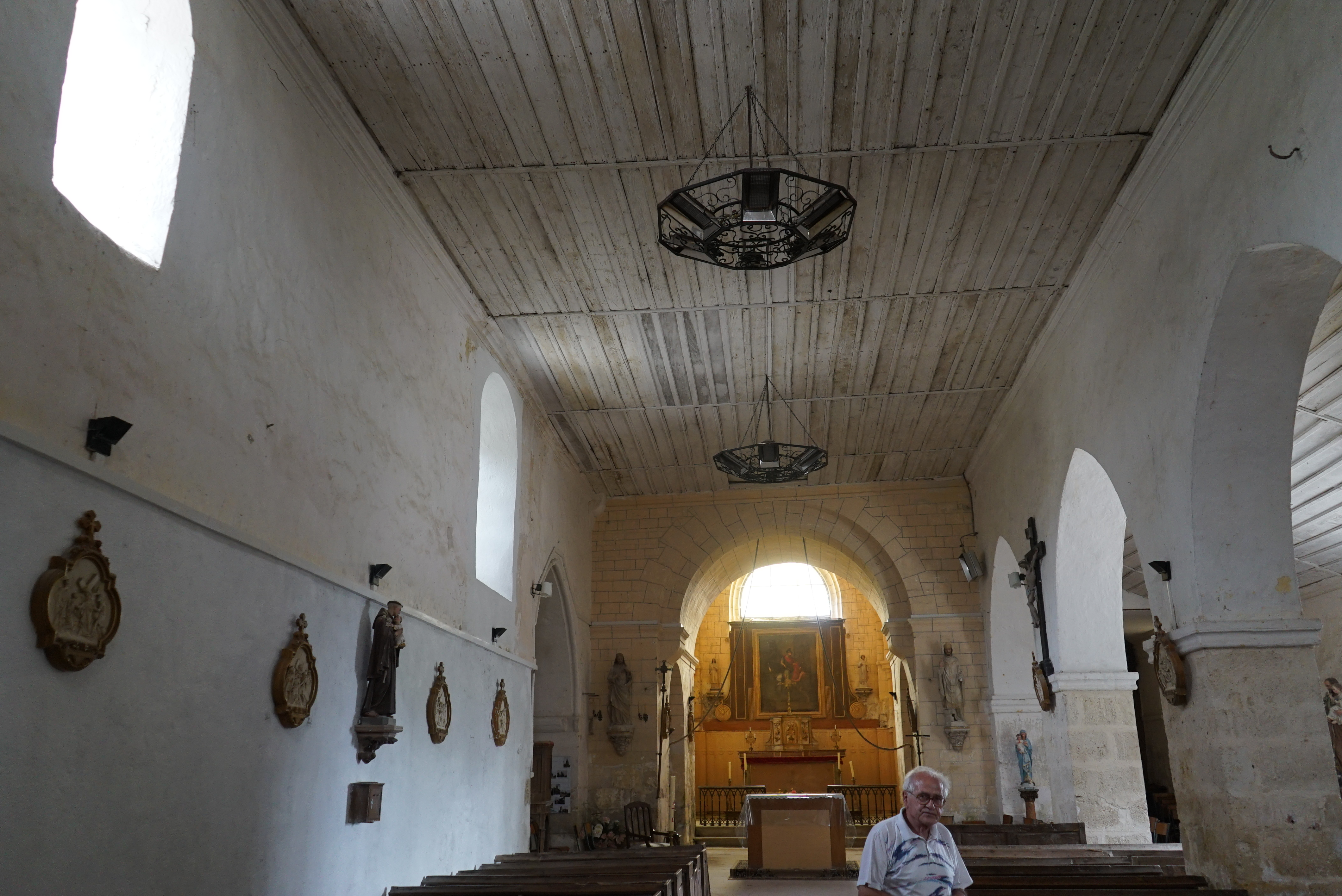
La nef,
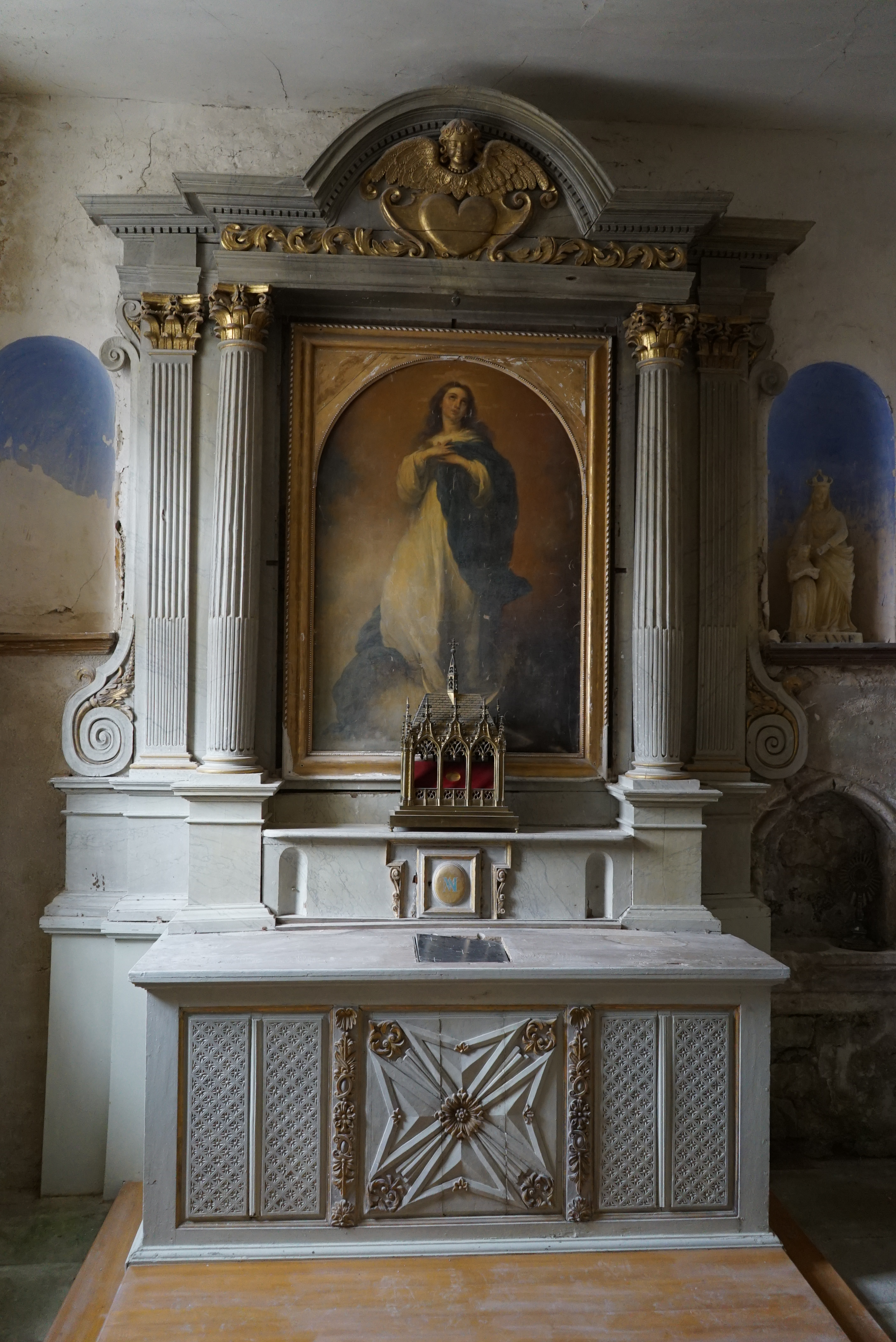
autel du transept nord,
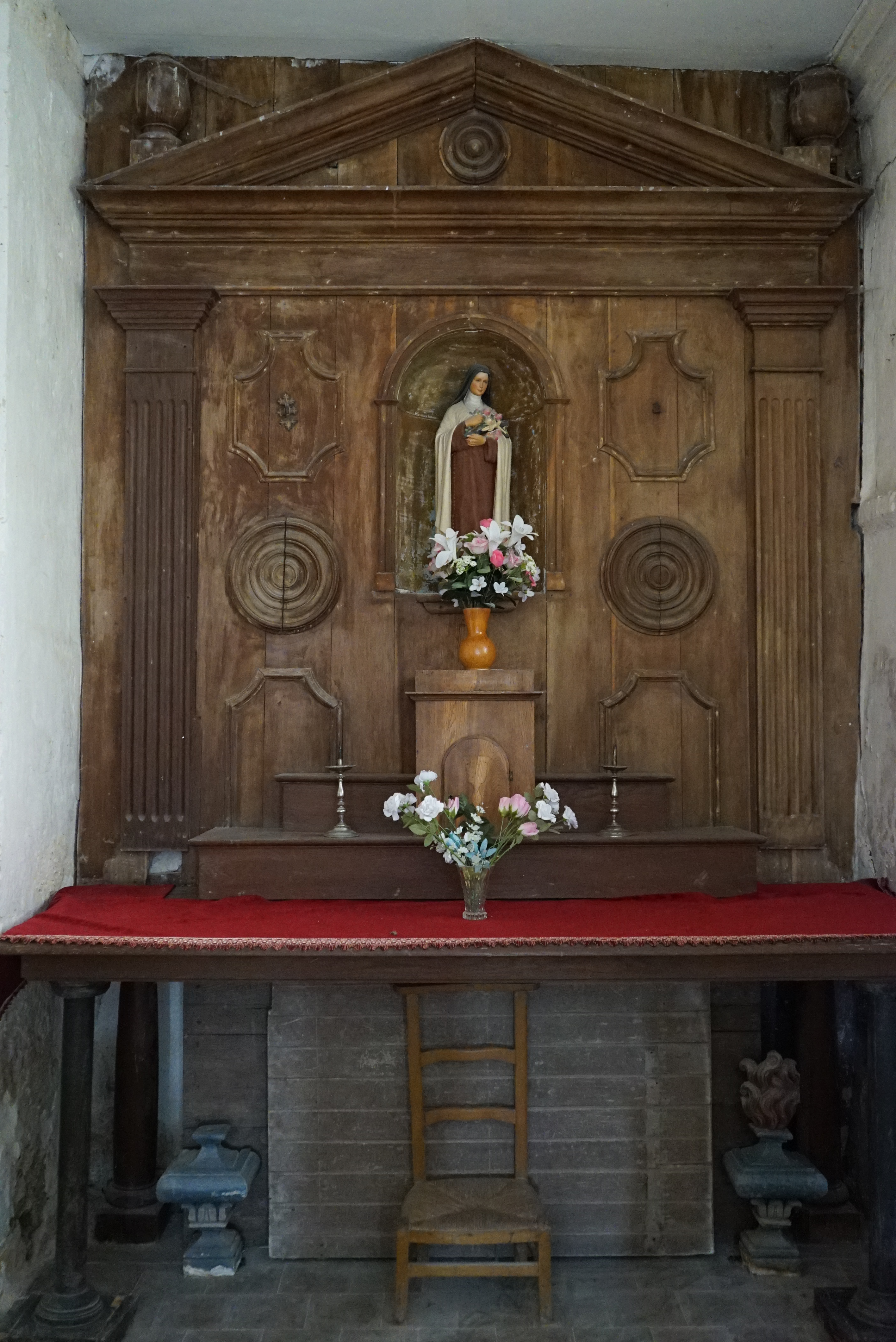
l'autel du transept sud,
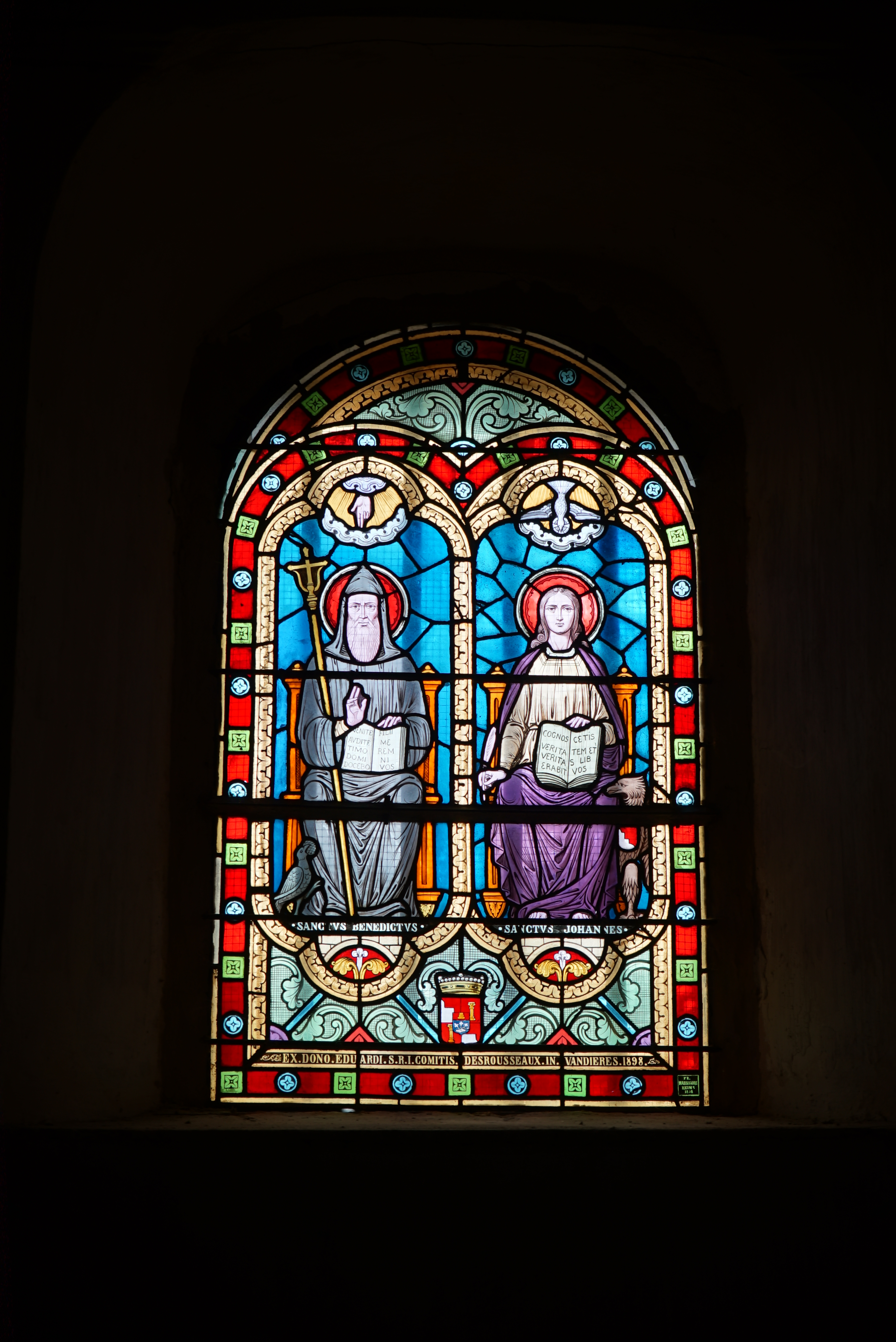
un vitrail aux saints Benoît et Jean.

L'église est dédiée à saint Martin. Le tableau de la Vierge est de 1856, offert par M. Desrousseaux et l'œuvre d'une de ses parents, l'autel principal est à saint Martin et le dernier autel est à sainte Barbe, patronne de Trotte. Cet autel et été refait en 1855 par le marquis de Narp en fermant la porte menant à la sacristie et qui était surmontée par une statue de saint Martin.
Les bancs de la nef, pour deux cent quarante personnes sont affermés à chaque famille au profit de la fabrique paroissiale ; le banc sous l'arcane nord était à la famille Desrousseaux-Ména. Celui de l'arcade droite était à la famille Petit qui le vendis à la famille de la Presle en 1791. Il y avait aussi des bancs pour les marguilliers de la fabrique.  

### Cimetière
Dans son cimetière reposent des soldats français de la Première Guerre mondiale et des soldats britanniques.

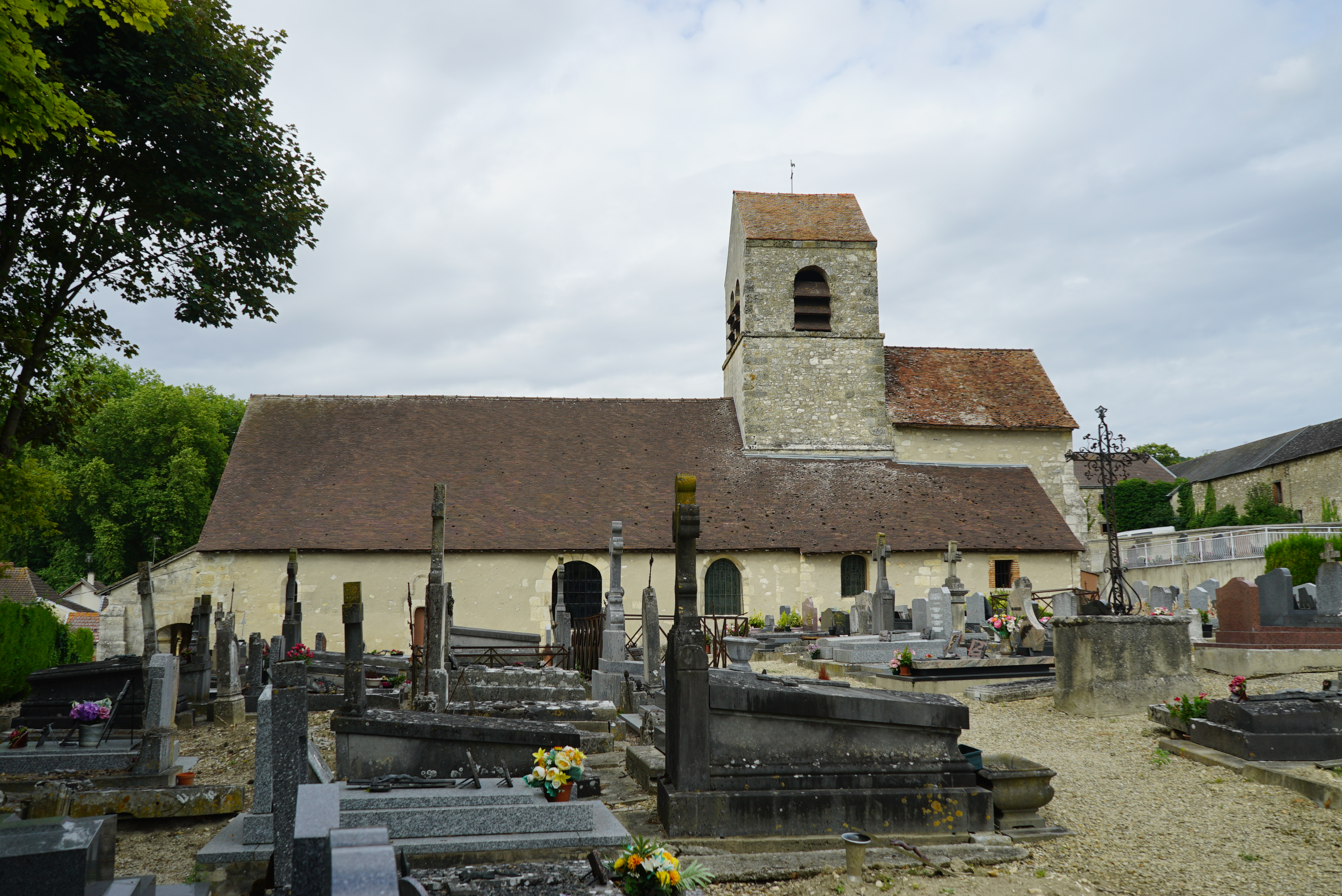
Cimetière et face sud,
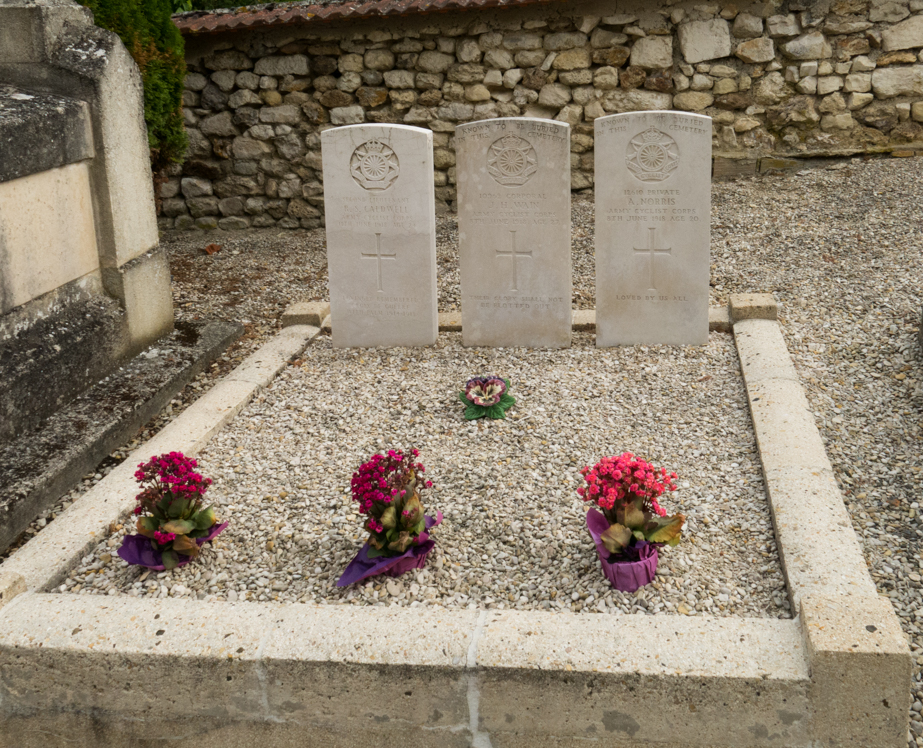
britanniques, Army cyclist corp,
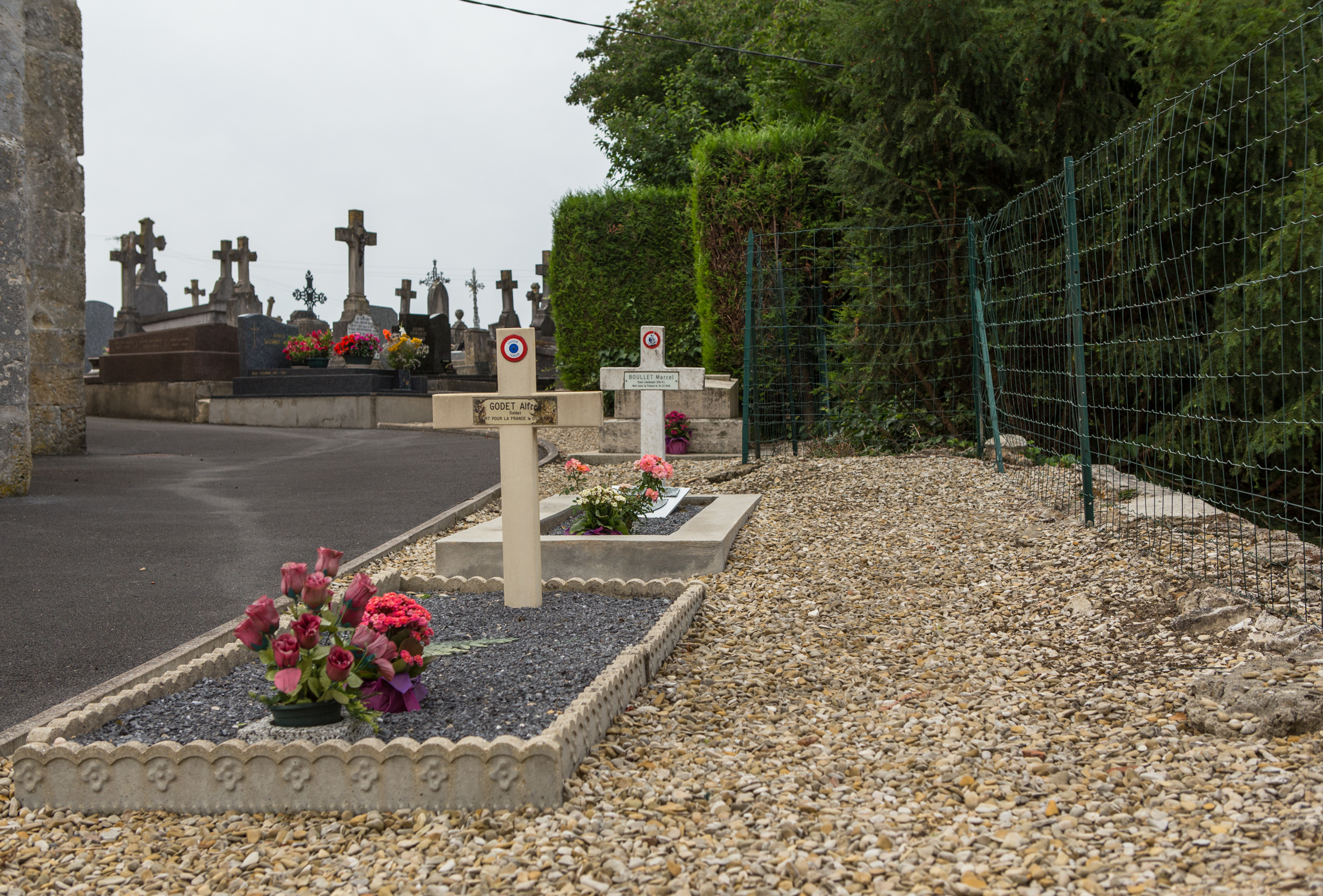
français.

### Sépultures dans l'église
En 1680, Louis d'Alligret, seigneur de Vandières, écuyer. Les de la Barge, Henry en 1694, en 1707 Marguerite Guérin son épouse, 1709 Henri écuyer et seigneur de Vandières. En 1757, Charles de Douart, seigneur de Vandières et marguillier. En 1776, Louis Jacques Goudin de la Bory, chevalier et seigneur de Vandières.